# Johnny Walker (acteur)
Badruddin Jamaluddin Kazi (Indore, 11 november 1926 – Mumbai, 29 juli 2003), beter bekend als Johnny Walker, was een Indiaas acteur die met name in de Hindi filmindustrie actief was.

## Biografie
Walker koesterde de verlangen om in films te werken, terwijl hij als busconducteur werkte vermaakte passagiers met komedie, in de hoop dat hij op een gegeven moment zou worden opgemerkt door iemand met connecties met de filmindustrie. Zijn wens kwam uit, hoewel de details onduidelijk zijn. Acteur Balraj Sahni zag hem, misschien in een bus of misschien terwijl Walker de cast van Hulchul (1951) amuseerde, een film waarvoor hij een kleine rol als dronkaard had gekregen. Sahni, die volgens bronnen op dat moment ofwel het script voor Baazi schreef (1951) of mee speelde in Hulchul, zei tegen Walker dat hij zijn act als dronkaard moest demonstreren aan Guru Dutt. Vanaf die ontmoeting kreeg hij een rol in Baazi (1951). Het was Guru Dutt die hem de naam Johnny Walker gaf, een verwijzing naar het Schotse whiskymerk. Films als Taxi Driver (1954), Chori Chori, C.I.D. (1956), Naya Daur, Pyaasa (1957), Madhumati (1958) en Mere Mehboob (1963) maakten van hem een ster. Hij was vooral een acteur met komische rollen, zijn hoogtijdagen waren in de jaren vijftig en zestig, zijn latere carrière werd beïnvloed door de dood van Dutt in 1964. Hij was steeds vaker te zien in een bijrolletje en zijn carrière vervaagde in de jaren tachtig. Zijn laatste film kwam na een afwezigheid van negen jaar toen hij een rol speelde in een remake van Mrs. Doubtfire getiteld Chachi 420 (1997). Walker heeft gedurende zijn carrière in circa 300 films een rol vertolkt.
Walker was gehuwd met Noorjahan, met wie hij zes kinderen had waaronder acteur Nasir Khan die voornamelijk in televisieseries speelt, maar ook rollen vertolkte in enkele Hindi films als Hum Hain Khalnayak (1996), Baghban (2003) en The Lunchbox (2013). Ondanks dat hij vaak de rol van een dronkaard speelde, was Johnny Walker een geheelonthouder en beweerde hij nog nooit in zijn leven alcohol te hebben gedronken.